# Trechalea lomalinda
Trechalea lomalinda là một loài nhện trong họ Trechaleidae.
Loài này thuộc chi Trechalea. Trechalea lomalinda được miêu tả năm 1993 bởi Carico.